# 이신학
이신학(李新學, 1944년 9월 25일 ~ , 대구 달성)은 대한민국의 기업인, 정치인이다. 전직 대구광역시 남구청장이다. 종교는 천주교이며, 세례명은 요한이다.

## 학력
- 대구옥포초등학교
- 경상중학교(1960년 3월)
- 대구농림고등학교(1962년 2월)
- 경희대학교 경영학과 학사(1971년 2월)
- 경북대학교 경영대학원 AMP과정(수료)(1985년)
- 미국 조지워싱턴대학교 행정대학원 AMP과정(수료)(1990년 12월)

## 경력
- 보영금속공업 주식회사 대표이사(1986년 2월 ~ 2002년)
- 대구 통일라이온스클럽 회장(1992년 6월)
- 대구 남부경찰서 보안지도위원회 회장(1993년 1월)
- 남구의회 미군기지 이전 대책위원회 간사(1995년 7월)
- 남구자율방범연합회 회장
- 자유총연맹 남구지부 운영위원
- 민주평화통일자문회의 남구 부회장
- 대구광역시 남구의회 의원(1995년 7월)
- 대구광역시 남구의회 재정심의위원회 위원(1996년 1월)
- 대구광역시 남구의회 결산검사 대표위원(1996년 8월)
- 대구광역시의회 의원(1998년 7월)
- 대구광역시 기계공업발전협의회 위원
- 대구광역시 비상실업대책위원회 대책위원
- 대구광역시 벤처산업육성발전협의회 위원
- 대구광역시 예산결산특별위원회 위원
- 한나라당 대구시지부 부위원장
- 바르게살기운동 남구협의회 회장(2000년 1월)
- 제 21대 대구광역시 남구청장(2002.07~2006.06, 한나라당)

## 역대 선거 결과
|  | 62.90% |

|  | 57.86% |

|  | 61.40% |

|  | 18.31% |